# José F. Caro

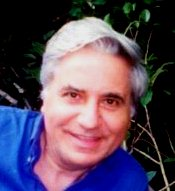
José F. Caro

José Francis Caro, (nacido en Granada, España, 1948) es un médico, científico y educador estadounidense, especialmente destacado por sus investigaciones en obesidad y diabetes. El Instituto de Información Científica lo identificó como el tercer investigador más citado del mundo en el campo de la investigación sobre la obesidad durante el período 1991-2000 por su trabajo sobre la leptina. Habiéndose retirado de la medicina, Caro es ahora pintor.

## Educación
Caro se graduó como médico en 1973 en la Universidad de la República, Uruguay y luego en la Universidad Complutense de Madrid, España. Completó su residencia en Medicina interna en el Jefferson Medical College de la Universidad Thomas Jefferson en 1977, siendo certificado en la especialidad por el American Board of Internal Medicine. Caro completó su formación como interno en Endocrinología y Metabolismo en 1981 en el Strong Memorial Hospital de la Facultad de Medicina y Odontología de la Universidad de Rochester y se certificó en Endocrinología y Metabolismo ante el American Board of Internal Medicine. Estos años formativos fueron financiados por becas de capacitación de la American Diabetes Association (ADA) y de la Juvenile Diabetes Foundation, la que también patrocinó su participación en investigaciones sobre la diabetes. Su producción inicial de investigación preparó su camino para convertirse en investigador independiente poco después, recibiendo en 1981 el Wayne Newton Research Award de la ADA y en 1982 el New Investigator Research Award del National Institutes of Health (Estados Unidos) (NIH).

## Profesión médica

### East Carolina University
Caro fue el director fundador de la División de Endocrinología y Metabolismo de la Escuela Brody de Medicina en la Universidad de Carolina del Este (ECU, 1982-1991). Allí estableció el Centro de Diabetes ECU, financiado por el proyecto "Programa de Diabetes ECU" con el apoyo de los Institutos Nacionales de Salud (NIH Grant P01 DK-36296), un esfuerzo de colaboración multidisciplinar de científicos con especialidades en medicina, bioquímica y cirugía. Entre sus contribuciónes a la comprensión de la resistencia a la insulina en la diabetes tipo 2 destaca el descubrimiento de alteraciones en la tirosina quinasa del receptor de insulina en el hígado humano. También allí, junto con Walter Pories, logró demostrar que la cirugía de bypass gástrico induce una remisión de larga duración de la enfermedad en alrededor del 80% de las personas obesas con diabetes. Además demostró que dicha cirugía reduce dramáticamente (40 veces) el desarrollo de la diabetes en las personas obesas con pre-diabetes. En aquel momento la cirugía de bypass gástrico era apenas un procedimiento experimental, que hoy es bien aceptado en la práctica clínica. Por la suma de este trabajo, Caro fue elegido miembro de la American Society for Clinical Investigation (Young Turk).

### Thomas Jefferson University
En 1991 Caro fue enrolado por su alma mater estadounidense, el Jefferson Medical College de la Universidad Thomas Jefferson, para ocupar la posición de Profesor Magee de Medicina y decimosexto Jefe del Departamento. Durante sus cinco años de jefatura, el financiamiento recibido del NIH casi se triplicó, el programa de residencia en medicina se convirtió en el más grande del estado de Pensilvania y el programa de atención a pacientes ambulatorios se duplicó. Durante este lapso, el laboratorio de investigación de Caro realizó otros avances importantes: fue el primero en publicar el cDNA completo del gen de la leptina humana (gen Ob), y también describió el primer radioinmunoensayo para medir la leptina en sangre.
Luego Caro fue elegido miembro de la Association of American Phisicians (Old Turk), y nombrado por el Departamento de Salud de Estados Unidos como asesor de los Institutos Nacionales de Salud (NIH, 2000-2004). Su investigación sobre la leptina publicada en el Journal of Clinical Investigation en 1995 fue la primera en explorar la leptina después del descubrimiento de la hormona por el laboratorio de J.F. Friedman en 1994. El laboratorio de Caro demostró que la obesidad humana no se caracteriza por la deficiencia de leptina sino por la resistencia a la leptina y ayudó a introducir la "leptinomania" en el estudio de la obesidad. En Jefferson, Caro organizó un equipo multidisciplinario financiado por NIH para estudiar la prevención de la diabetes. Con este esfuerzo, Caro se convirtió en uno de los 25 investigadores principales del programa de prevención de la diabetes, un hallazgo histórico demostrativo de que los cambios en el estilo de vida o la metformina pueden prevenir eficazmente la diabetes tipo 2.

### Eli Lilly & Comp.
En 1996 Caro fue nombrado Vicepresidente para la investigación endocrina y clínica y Atención Global de la Diabetes en Eli Lilly and Company. Desde su llegada, Caro desarrolló una red de colaboraciones con la industria y el mundo académico, y se convirtió en el representante de la industria en el grupo de trabajo encargado de la investigación de la diabetes denominado Conquering Diabetes, a Strategic Plan for the 21st Century. Durante su gestión la cartera endocrina de productos de Lilly se expandió desde insulina y Humatrope para incluir además los nuevos medicamentos Byetta (Exenatida), Actos (Pioglitazone), Evista (Raloxifeno) y Forteo ( Teriparatida ) . Cuando Caro dejó Eli Lilly en 2008, la cartera endocrina de la compañía tenía nueve compuestos nuevos en fase 1 de desarrollo clínico, seis en la fase 2; y tres en la fase 3, uno de los cuales (Trulicity) se convirtió en un producto en 2016.
Luego de una década de trabajo en el descubrimiento de fármacos, Caro fue alistado de nuevo por la Escuela Brody de Medicina en ECU, donde pasó a ser Decano Asociado para la Investigación Clínica y Director fundador del Instituto Metabólico de la ECU. Durante su carrera médica, Caro publicó más de 200 artículos de investigación, capítulos de libros y editoriales, registró 8 patentes (CA2282341A1, WO1998036767A1, CA2281888, US5965521, WO1998036763, WO2000024418, EP1128840, WO2000024418) y dictó muchas conferencias honoríficas tales como la Banting and Best Lecture en la Universidad de Toronto, Canadá; la Conferencia A.M. Cohen en Jerusalén, Israel; la Conferencia Alexander Marble en la Escuela de Medicina de Harvard; La Conferencia Mithoffer Memorial en la Universidad Médica de Carolina del Sur; la Conferencia Bernardo A. Houssay en San José (Costa Rica); y las conferencias Karl Paschis y Leslie Nicholas en Filadelfia, entre muchas otras.
Por la suma de su obra Caro fue elegido Miembro Honorario de la Real Academia de Medicina de Granada, España. También codirector hononario (junto con C. Ronald Kahn), y profesor de la ceremonia de apertura del Centro de la Diabetes de la universidad de Pekín.
Caro dejó la medicina en 2008 como Profesor Emérito de Medicina para comenzar una nueva carrera en las bellas artes.

## Pintura

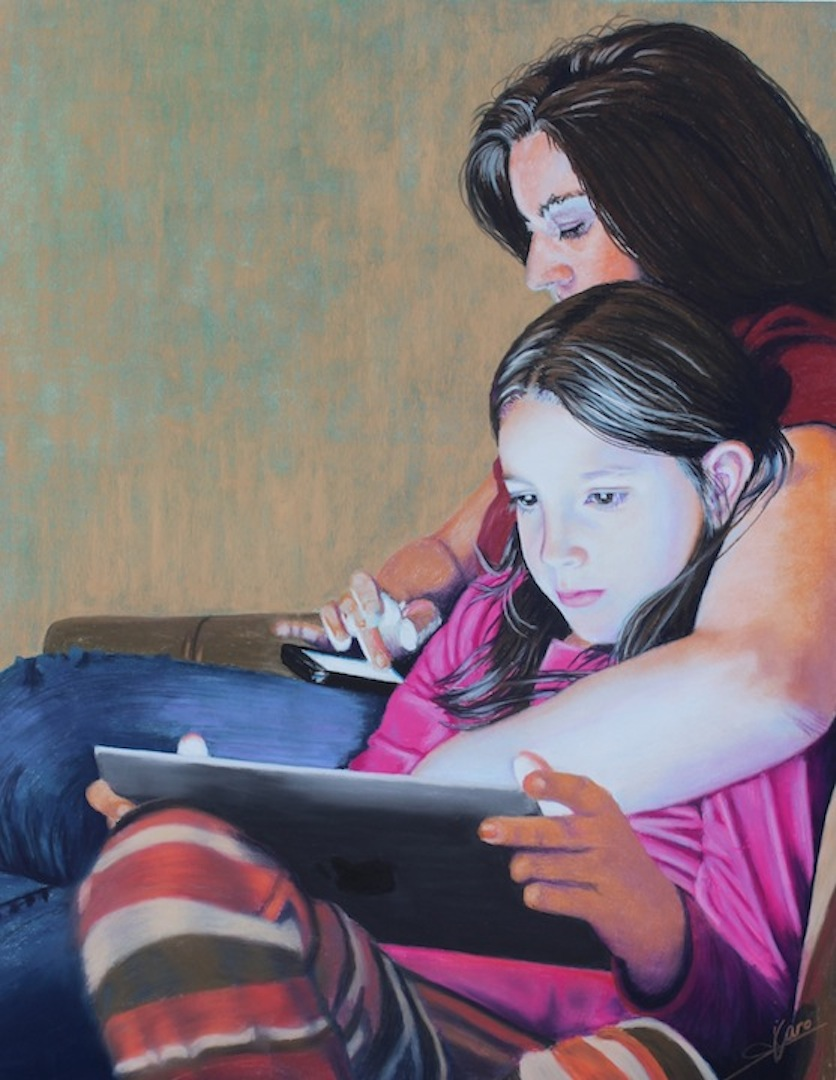
Maternidad, pieza en pastel de José F. Caro

Caro regresó a la escuela para estudiar bellas artes en el centro de arte de Indianápolis (Indianapolis Art Center), y en el Carteret Community College. Junto con esta educación formal que no contempla sin-grado, por varios años Caro ha estado pintando con sus colegas mientras asiste a clases de arte y talleres. Habiendo presentado su portafolio, Caro fue elegido mediante concurso como miembro de la Pastel Society of America in 2013, la Degas Pastel Society, y la asociación Indiana Artists. Las pinturas de Caro - realizadas con técnica pastel - han sido evaluadas mediante jurado en varias exposiciones nacionales e internacionales. Una pieza destacada de sus pinturas se titula "I am not a little girl anymore", presentada en la exposición 23rd International Association of Pastel Societies Juried Exhibition, que le otorgó el 3.º lugar en el concurso de la revista Artist’s Magazine en enero de 2014. De esa pintura se ha dicho que "captura el sentido de aislamiento y la alienación que tan a menudo acompañan el desarrollo de una niña en la adolescencia".
Otra pieza significativa de Caro, titulada Maternidad, fue expuesta en la 10th Annual Northeast National Pastel Exhibition y recibiendo el "Premio al Mejor Retrato". Según los jurados, esta pintura representa "una metáfora de la familia moderna, la interacción entre los más viejos vínculos de madre e hija con la nueva tecnología, la tensión entre la conexión física y la distancia mental, cada una de las dos en su propio universo y dispositivo pero cálidamente unidas juntos". Además, la pieza Maternidad fue una de las ocho pinturas seleccionadas en la muestra Indy's Indiana Bicentennial Exhibition.
La pieza El Abrazo, por su parte, recibió el premio Art-Inspired Story Award en la muestra Peninsula Art league 2015 Juried Art Show. La poetisa Judith Cullen escribió una composición inspirada en El Abrazo. Otra pintura en colores pastel de Caro (Choices) ganó premio al mérito de la Degas Pastel Society. La inspiración principal de Caro para sus pinturas realistas y psicológicas son su familia y el mar.